# إذاعة تونس الدولية
إذاعة تونس الدولية (اسمها السابق: إذاعة تونس القناة الدولية أو إ.ت.ق.د) (بالفرنسية: Radio Tunis Chaîne Internationale أو RTCI)‏ هي إذاعة حكومية في تونس تابعة لمؤسسة الإذاعة التونسية.
تحمل اسمها (الدولية) لبثها برامجها باللغة  الفرنسية والإيطالية والإنكليزية والألمانية  والإسبانية. وهي موجهة إلى التونسيين والمقيمين والسياح.
يقع مقرها بتونس العاصمة في نفس مبنى مؤسسة الإذاعة التونسية وتبث على الموجات المتوسّطة والأف أم والأقمار الصناعية.

## مقالات ذات صلة
- قائمة إذاعات الراديو التونسية

## وصلات خارجية
- بث مباشر إذاعة تونس الدولية
- صفحة إذاعة تونس الدولية على موقع كريم بن عمر